# Nirefs (1927)
Nirefs (Y-4) (gr.: Νηρεύς) – grecki okręt podwodny z okresu międzywojennego i II wojny światowej, druga zamówiona jednostka typu Protefs. Okręt został zwodowany w grudniu 1927 roku we francuskiej stoczni Ateliers et Chantiers de la Loire w Nantes, a do służby w Marynarce Grecji wszedł w marcu 1930 roku. „Nirefs” uczestniczył w wojnie grecko-włoskiej z lat 1940–41, a po inwazji Niemiec na Grecję w 1941 roku operował u boku Royal Navy na Morzu Śródziemnym. Okręt został skreślony z listy floty w maju 1947 roku i złomowany w roku 1952.

## Projekt i budowa
Jednostka została zamówiona przez rząd Grecji w 1925 roku. Projekt okrętu, autorstwa inż. Jeana Simonota, był bardzo zbliżony do francuskiego typu Sirène i stanowił powiększoną wersję typu Katsonis. Oprócz większych wymiarów i wyporności, wszystkie wyrzutnie torped umieszczono w kadłubie sztywnym.
„Nirefs” zbudowany został w stoczni Ateliers et Chantiers de la Loire w Nantes. Stępkę okrętu położono w 1927 roku, został zwodowany w grudniu 1927 roku, a do służby w Polemiko Naftiko przyjęto go 1 marca 1930 roku. Jednostka otrzymała nazwę nawiązującą do mitologicznego bóstwa morskiego – Nereusza oraz numer burtowy Y-4. Koszt budowy okrętu wyniósł 119 000 £.

## Dane taktyczno–techniczne
„Nirefs” był dużym okrętem podwodnym o konstrukcji dwukadłubowej. Długość całkowita wynosiła 68,6 metra, szerokość 5,73 metra i zanurzenie 4,18 metra. Wyporność w położeniu nawodnym wynosiła 750 ton, a w zanurzeniu 960 ton. Okręt napędzany był na powierzchni przez dwa dwusuwowe silniki wysokoprężne Sulzer o łącznej mocy 1420 koni mechanicznych (KM). Napęd podwodny zapewniały dwa silniki elektryczne o łącznej mocy 1200 KM. Dwuśrubowy układ napędowy pozwalał osiągnąć prędkość 14 węzłów na powierzchni i 9,5 węzła w zanurzeniu. Zasięg wynosił 4000 Mm przy prędkości 10 węzłów w położeniu nawodnym oraz 100 Mm przy prędkości 5 węzłów pod wodą. Zbiorniki paliwa mieściły 105 ton oleju napędowego. Dopuszczalna głębokość zanurzenia wynosiła 85 m.
Okręt wyposażony był w osiem wewnętrznych wyrzutni torped kalibru 550 mm: sześć na dziobie oraz dwie na rufie, z łącznym zapasem 10 torped. Uzbrojenie artyleryjskie stanowiło działo pokładowe Schneider kal. 100 mm L/40, umieszczone na obrotowej platformie na przedzie kiosku, z zapasem amunicji wynoszącym 150 naboi oraz działko plot. kal. 40 mm Mark II L/39.
Załoga okrętu składała się z 41 oficerów, podoficerów i marynarzy.

## Służba
Podczas inwazji Włoch na Grecję, 9 stycznia 1941 roku „Nirefs” nieopodal Brindisi bez powodzenia zaatakował włoski parowiec. Po upadku Grecji w 1941 roku „Nirefs” (wraz z okrętami podwodnymi „Katsonis”, „Papanikolis”, „Glafkos” i „Triton”) uciekł do Aleksandrii, którą osiągnął 25 kwietnia. Okręt operował u boku Royal Navy w składzie 1. Flotylli Okrętów Podwodnych, stacjonując w Aleksandrii. 15 czerwca 1942 roku jednostka pod dowództwem kmdr. ppor. Rallisa zatopiła ogniem artylerii żaglowiec nieopodal Karpatos. Miesiąc później w tym samym miejscu okręt zatopił z działa trzy żaglowce, a 19 lipca wystrzelił cztery niecelne torpedy w kierunku włoskiego statku szpitalnego „Sicilia” (9646 BRT]). Identycznym rezultatem zakończył się 5 sierpnia atak na niemiecki statek handlowy „Wachtfels” (8467 BRT) nieopodal Rodos – wszystkie wystrzelone torpedy minęły cel. Niepowodzenie zostało zrekompensowane następnego dnia, kiedy to ogniem artyleryjskim zatopiono grecki kuter rybacki. 24 września 1942 roku okręt storpedował włoski statek „Fiume” (662 BRT), który zatonął 7 Mm na południowy zachód od Rodos.
Okręt jako jedyny z typu Protefs przetrwał działania wojenne i został skreślony z listy floty 3 maja 1947 roku. Złomowano go w 1952 roku.